# Vapor de Ca la Daniela
El Vapor de Ca la Daniela és un edifici singular, considerat bé cultural d'interès local, situat al rodal de Sabadell, concretament al marge dret del riu Ripoll, molt a prop del pont de la Salut.

## Història
Fou un vapor tèxtil de Sabadell –i una de les primeres indústries de la ciutat–, construït al sot d'en Crous l'any 1856 pels germans Montllor, que es dedicava al rentatge, a la preparació i a la filatura d'estampat. En el moment de la seva creació, la fàbrica tenia una potència de trenta cavalls tipus woolf i hi treballaven 103 homes i 59 dones.
L'estructura del vapor estava composta per diverses construccions, entre les quals destacava la nau principal, de planta baixa i primer pis, obrada en maó vist i coberta de doble vessant, amb totes les obertures en arc escarser.
Segons alguns, l'origen del nom és desconegut. Segons altres, té l'origen en una antiga masia que ocupava els terrenys de l'empresa, però que mai no va donar el nom a la fàbrica, ja que els propietaris li'n van posar un altre; malgrat tot, és popularment coneguda com a Ca la Daniela.
Cap al 1881 s'hi va afegir la quadra de planta i pis visible a l'extrem oest. El 1897 es va construir una sala de calderes exempta, al nivell inferior, avui fora de la propietat. Al llarg del segle XX el volum dominant va ampliar-se amb nombrosos afegits a banda i banda, fins a omplir la parcel·la.
El 21 de febrer de 1920 es va imputar als obrers Victorí Sabaté i Martí Colomé l'assassinat de Théodore Jenny, industrial copropietari de la filatura d'estam Jenny i Turull, que és el nom que tenia l'empresa en aquell moment. Jenny era un octogenari alsacià que feia 40 anys que vivia a Sabadell.
Al llarg dels anys, les raons socials que hi ha hagut a Ca la Daniela són: Manuel Montllor i Companyia; Enric Turull i Companyia; Jenny Turull, SA; Daniela, Fábrica de Hilados, i Fil Gènesi, SA.

## Actualitat
Actualment el vapor conserva la mateixa estructura però l'edifici va patir dos incendis importants els anys 1895 i 1896, que van cremar la part més antiga de l'edifici, la qual cosa obligà a reconstruir-lo de nou. Posteriorment, va patir dos incendis més, el 1987 i 1996.
El dia 28 de maig de 1999 es va fer la inauguració de la nova fàbrica, que actualment és la seu central del Grup Fil Gènesi i que es dedica a la filatura de fantasia per a l'exportació.
L'edifici ara té moltes finestres i és d'un color entre el groc i l'ocre. Encara que se n'ha conservat l'antiga estructura, els materials de formigó, vidre i ferro han substituït els antics totxos de maó i no se'n conserva la xemeneia.
L'any 2000 la Cambra de Comerç de Sabadell va atorgar el Premi Cambra d'Urbanisme i Transport al Vapor de Ca la Daniela per la "rehabilitació modèlica del vapor" i per "respectar la seva configuració històrica i contribuir a l'embelliment de l'entorn de la ciutat".